# National Society of Film Critics
La National Society of Film Critics (NSFC) è un'associazione di critica cinematografica statunitense.

## Storia
L'associazione è stata fondata nel 1966 a New York da un gruppo di giornalisti e critici composto da Hollis Alpert del Saturday Review, Pauline Kael del New Yorker, Joe Morgenstern di Newsweek, Richard Schickel di Life e altri, con lo scopo di contestare il predominio della critica cinematografica newyorkese da parte del New York Film Critics Circle e del critico del New York Times Bosley Crowther. Il nome deriva dal fatto che i suoi membri scrivessero per riviste o giornali di diffusione nazionale. Nel corso della sua storia, hanno fatto parte dell'associazione critici come Andrew Sarris, Roger Ebert, Dave Kehr, Jay Cocks, Jonathan Rosenbaum, Stanley Kauffmann, Richard Corliss, Peter Travers, Stephanie Zacharek, Kenneth Turan e David Edelstein.
La NSFC è anche la rappresentante degli Stati Uniti all'interno della Fédération internationale de la presse cinématographique (FIPRESCI).

## Premi
La NSFC è nota anche per assegnare annualmente i National Society of Film Critics Awards, riconosciuti come uno dei principali premi cinematografici assegnati dalla critica negli Stati Uniti; l'associazione è nota per premiare film stranieri o comunque distanti dalle scelte dell'Academy come miglior film. Nel corso della sua storia, si è verificata una convergenza tra la NSFC e l'Oscar al miglior film soltanto in otto occasioni: con Io e Annie nel 1977, Gli spietati nel 1993, Schindler's List nel 1994, Million Dollar Baby nel 2005, The Hurt Locker nel 2010, Il caso Spotlight nel 2016, Moonlight nel 2017 e Parasite nel 2020.

### Categorie
- Miglior film (dal 1967)
- Miglior regista (dal 1967)
- Miglior attore (dal 1967)
- Miglior attrice (dal 1967)
- Miglior attore non protagonista (dal 1968)
- Miglior attrice non protagonista (dal 1968)
- Miglior sceneggiatura (dal 1968)
- Miglior fotografia (dal 1968)
- Miglior film in lingua straniera (dal 1990)
- Miglior documentario (dal 1985)